# Джармо

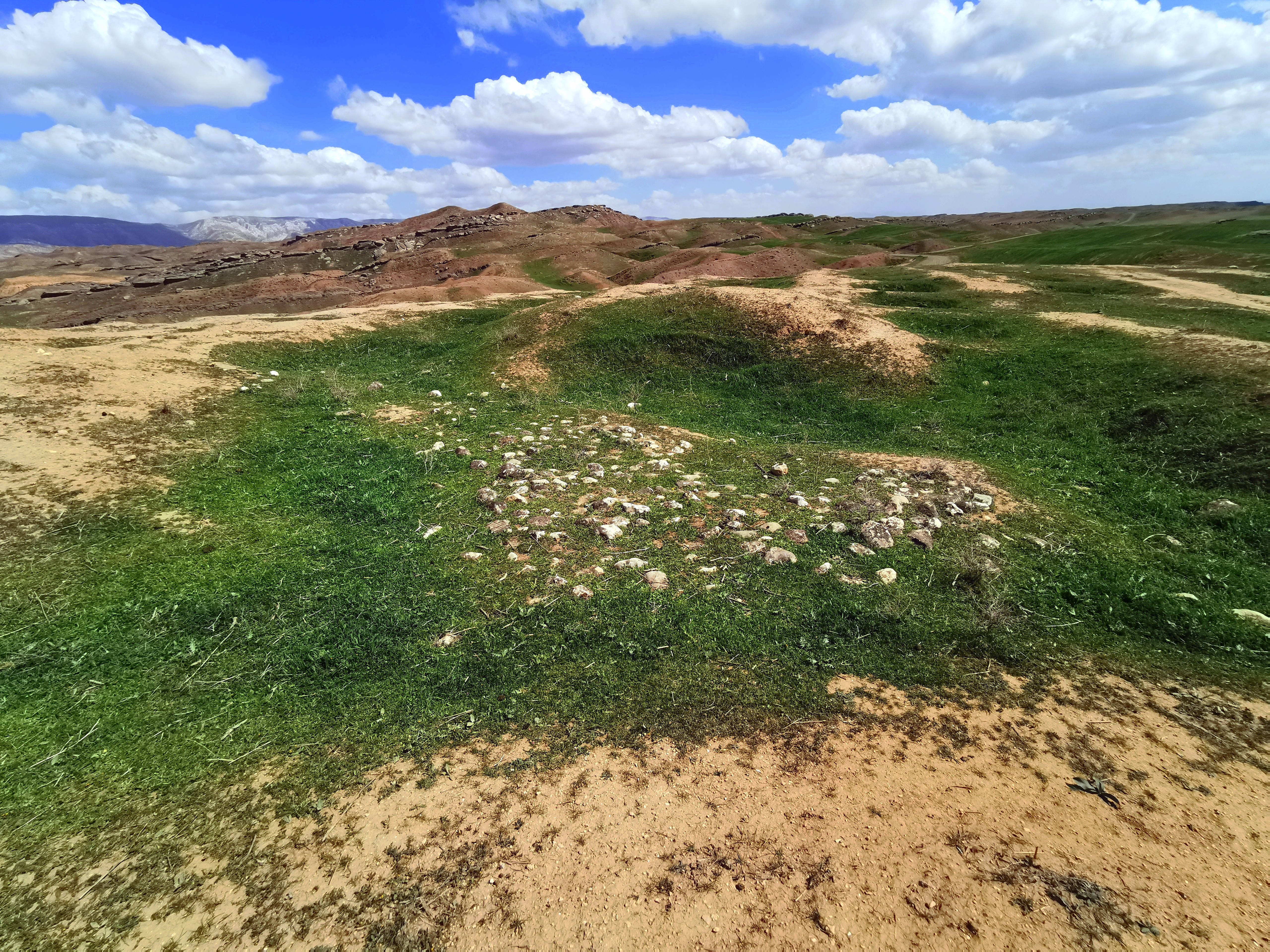
Территория археологического памятника в марте 2021 года

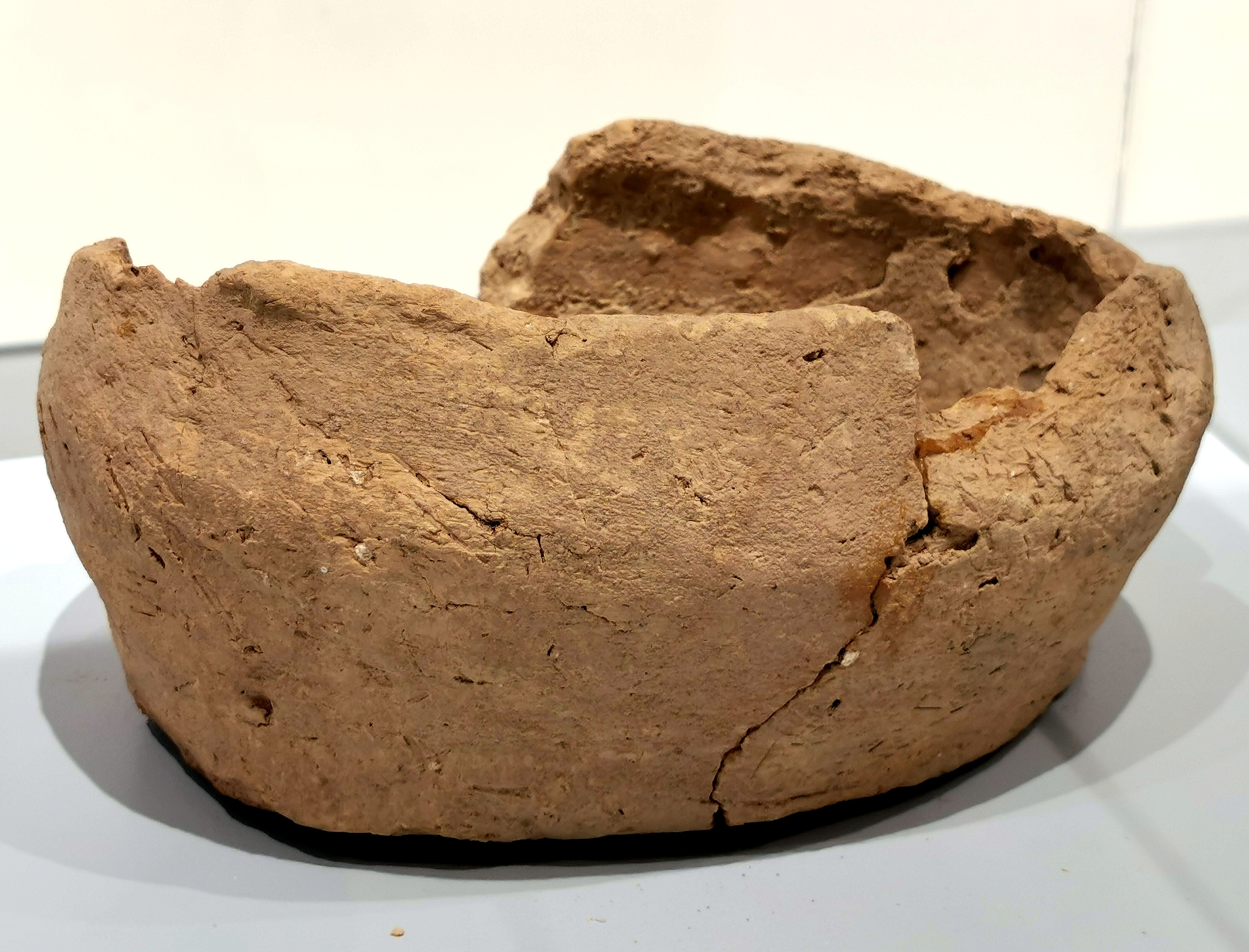
Примитивная керамика

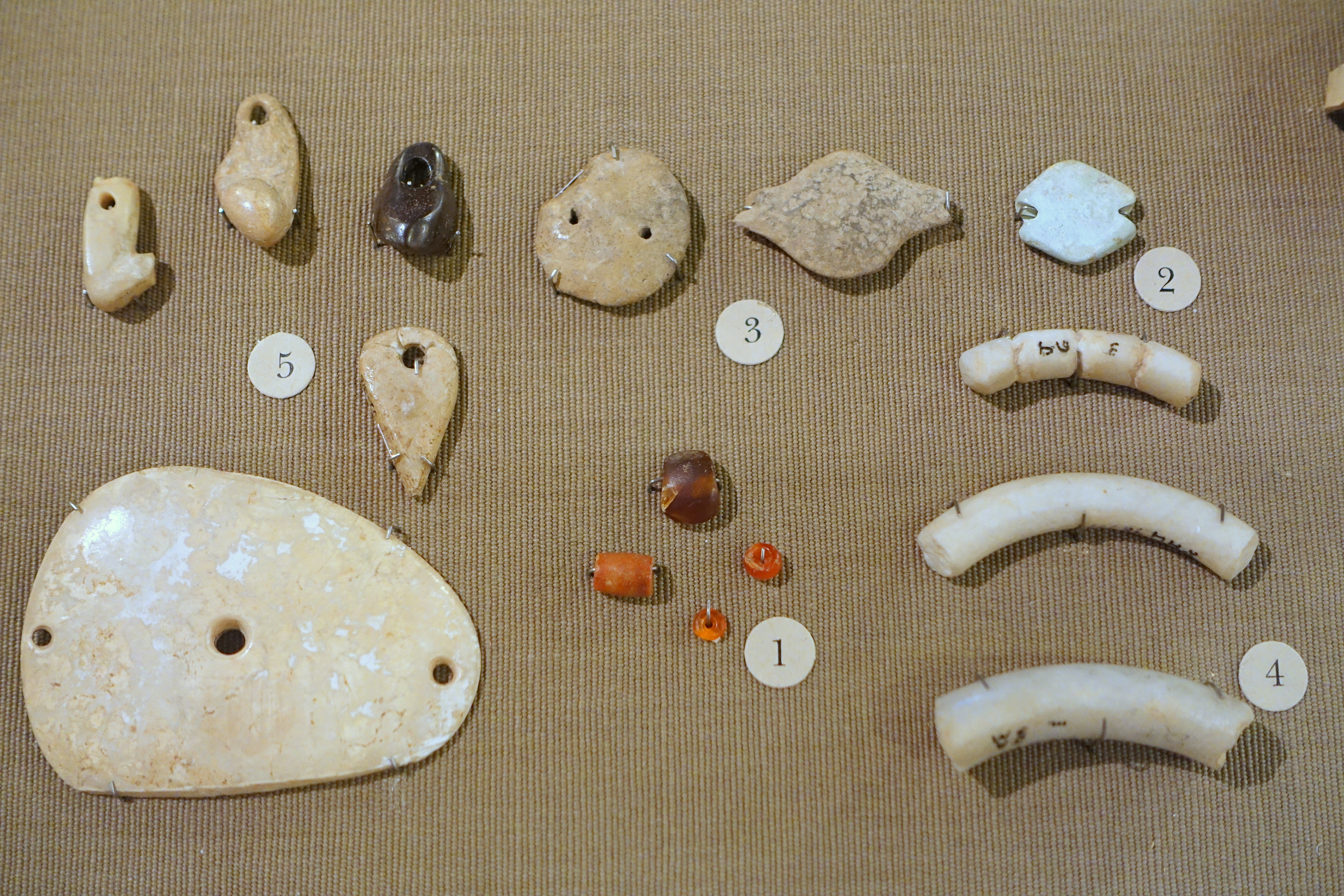
Украшения

Джармо — останки ранненеолитического поселения, обнаруженные в Иракском Курдистане примерно посередине между Киркуком (к западу) и Сулейманией (к востоку). Большинство находок датировано 7 тыс. до н. э. Время существования поселения примерно соответствует Чатал-Гуюку и раннему Иерихону.
Археологический памятник расположен в предгорьях Загроса на высоте 800 м над уровнем моря на площади 12 — 16 тыс. м², среди лесов дуба и фисташки. Исследован в 1948—1955 годах американским археологом Р. Брейдвудом из Чикагского университета. Наиболее ценные находки экспонируются в музее Восточного института.

## Поселение
Джармская культура сменила шанидар-карим-шахирскую культуру, также возникшую в Курдистане. По мнению Н. О. Бадера, Джармо и памятники типа Телль-Сотто—Умм-Дабагия составляют два варианта древнейшей керамической культуры Месопотамии. Именно здесь была обнаружена древнейшая на западе Азии глиняная посуда.
По данным радиоуглеродного анализа, селение было основано около 7090 г. до н. э. и обезлюдело после 4950 г. до н. э. Период расцвета соответствует 6200 — 5800 гг. до н. э. Состояло из примерно 25 глинобитных сооружений на каменном основании, которые часто реставрировались или перестраивались. Постоянное население состояло из ок. 150 чел.
Орудия труда каменные, в том числе из обсидиана, который добывался в 300 км на берегах озера Ван. Наличие у общины орудий труда из отдаленной местности и украшений из ракушек, обитавших в Персидском заливе, указывает на торговые сношения с соседними племенами. На позднем этапе появляется много инструментов из кости — в частности, иглы, пуговицы и ложки. Кремнёвые изделия из Джармо аналогичны находки из слоя 4 (низ) грота Дамдамчешме II в Восточном Прикаспии.

## Культура
На раннем этапе для жидкостей жители использовали плетеные корзины, обработанные смолой местного происхождения. Позже появляется керамика, самая ранняя на Ближнем Востоке, очень простая, ручной работы, с толстыми стенками. Кроме посуды из глины изготавливали зооморфные и антропоморфные фигурки, в том числе, изображения беременной женщины, предположительно, Богини-матери.
Использовали каменные серпы и другие земледельческие орудия, а также гравированные мраморные ящики для хранения урожая. Выращивали одомашненную пшеницу, ячмень, бобовые, а также собирали дикорастущие желуди, фисташки и злаки, употреблявшиеся в пищу и на корм скоту: козам, овцам и собакам. В последние годы существования селения разводили также свиней.